# János Wenk
János Wenk (Čadca, 24 aprile 1894 – Budapest, 17 ottobre 1962) è stato un nuotatore e pallanuotista ungherese.
Nella pallanuoto, è stato un membro dell'Ungheria, che ha partecipato ai Giochi di Stoccolma 1912 e di Parigi 1924. Sempre con la nazionale magiara, ha vinto l'oro all'Europeo 1926 e 1927.
Nel nuoto, ha gareggiato ai Giochi di Stoccolma 1912 nei 100 metri dorso, ma fu eliminato al primo turno. 